# Ахтаранда
Ахтаранда — река в России, протекает по территории Мирнинского района Якутии.

## Общие сведения
Образуется слиянием рек Алымдя и Олгуйдах. Длина реки — 75 км, от истока Алымди — 302 км, площадь водосборного бассейна — 15 700 км². Впадает в реку Вилюй слева. Река замерзает в октябре и остаётся под ледяным покровом до июня. Среднегодовой расход воды в 59 км от устья — 57,95 м³/с. Питание реки в основном снеговое и дождевое. Главные притоки: Батыр (221 км) — справа, Олгуйдах (191 км) — слева.

## Данные водного реестра
По данным государственного водного реестра России и геоинформационной системы водохозяйственного районирования территории РФ, подготовленной Федеральным агентством водных ресурсов:
- Бассейновый округ — Ленский
- Речной бассейн — Лена
- Речной подбассейн — Вилюй
- Водохозяйственный участок — Вилюй от Вилюйской ГЭС до впадения реки Мархи